# Gungflylöpare
Gungflylöpare (Agonum munsteri) är en skalbaggsart som först beskrevs av Hellén 1935.  Gungflylöpare ingår i släktet Agonum, och familjen jordlöpare. Arten är reproducerande i Sverige.